# A gyógyászat kánonja

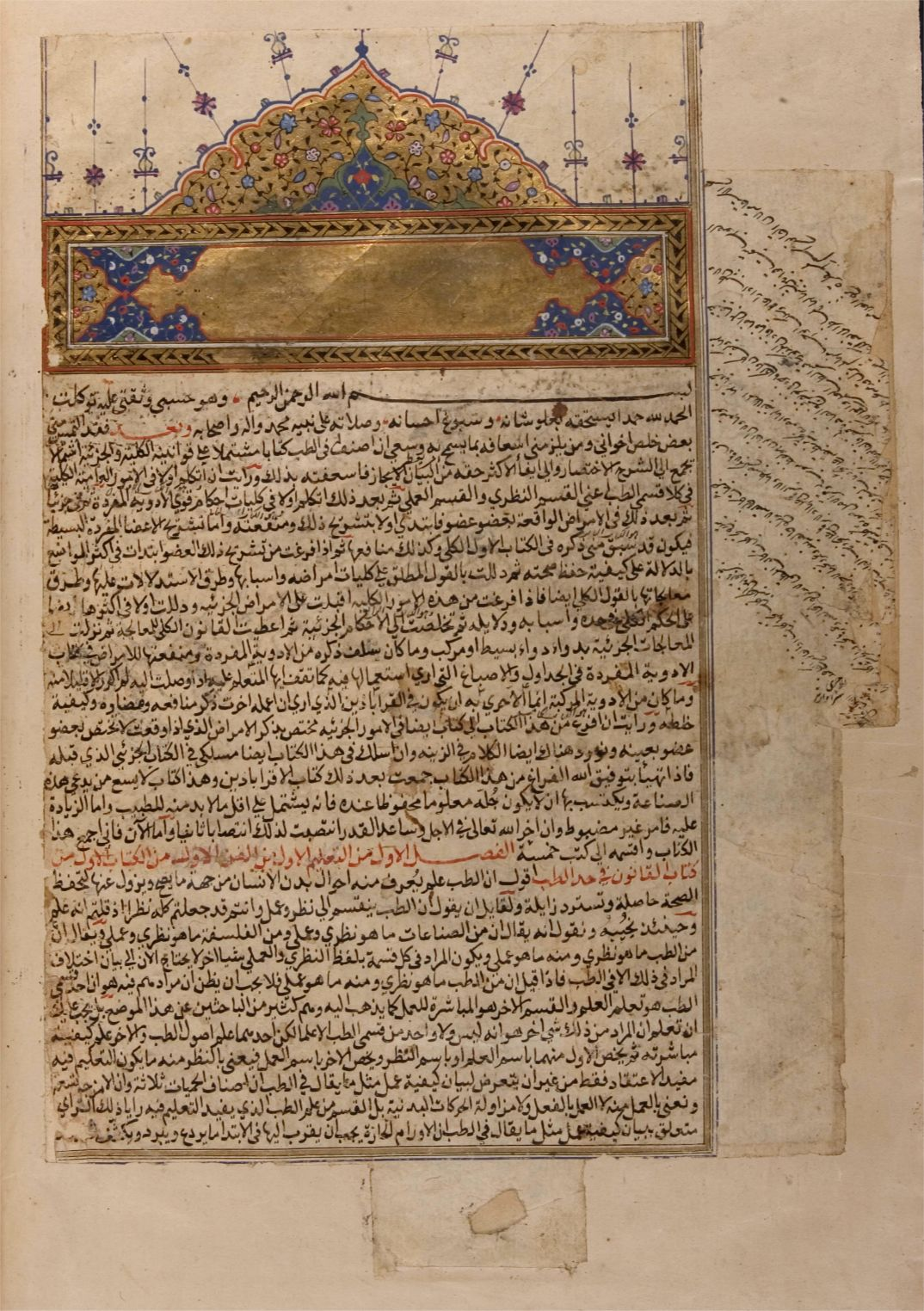
A Kánon egy díszes lapja

A gyógyászat kánonja vagy Az orvostudomány kánonja (arabul: Kitáb al-Kanún fi-'t-Tibb) középkori, első ízben Közel-Kelet, az iszlám világban megjelentetett több kötetes orvosi mű, mely a gyógyászat addigi ismereteit igyekezett egy csokorba gyűjteni.
Avicenna muszlim polihisztor (980–1037) ebben a műben egyrészt az ókor két nagy orvosa, Hippokratész és Galénosz és muszlim példaképe, al-Razi munkásságát foglalta össze, másrészt, saját, még elődeinél is jelentősebb felfedezéseit is leközölte, melyek óriási hatással voltak az egész nyugati világ tudományára évszázadokon keresztül. Mivel a Kánon hamar nagy népszerűségre tett szert, sőt oktatási célokra is elkezdték használni, Avicenna elkészítette a műnek egy rövidebb, ezerháromszáz verssoros változatát (az eredeti mű több mint egymillió szóból áll), ez az Urgúza fi-'t-Tibb, amelyet a könnyebb megjegyezhetőség kedvéért rímekbe szedett.

## A keletkezés körülményei
Ibn Szina visszaemlékezései szerint meggyógyította súlyos betegségéből Ibn Manszúr számánida uralkodót, aki hálából megnyitotta előtte palotájának mesésen gazdag könyvtárát, és így vált lehetővé a „Kánon“ összeállítása.

## Az orvostudomány kánonja

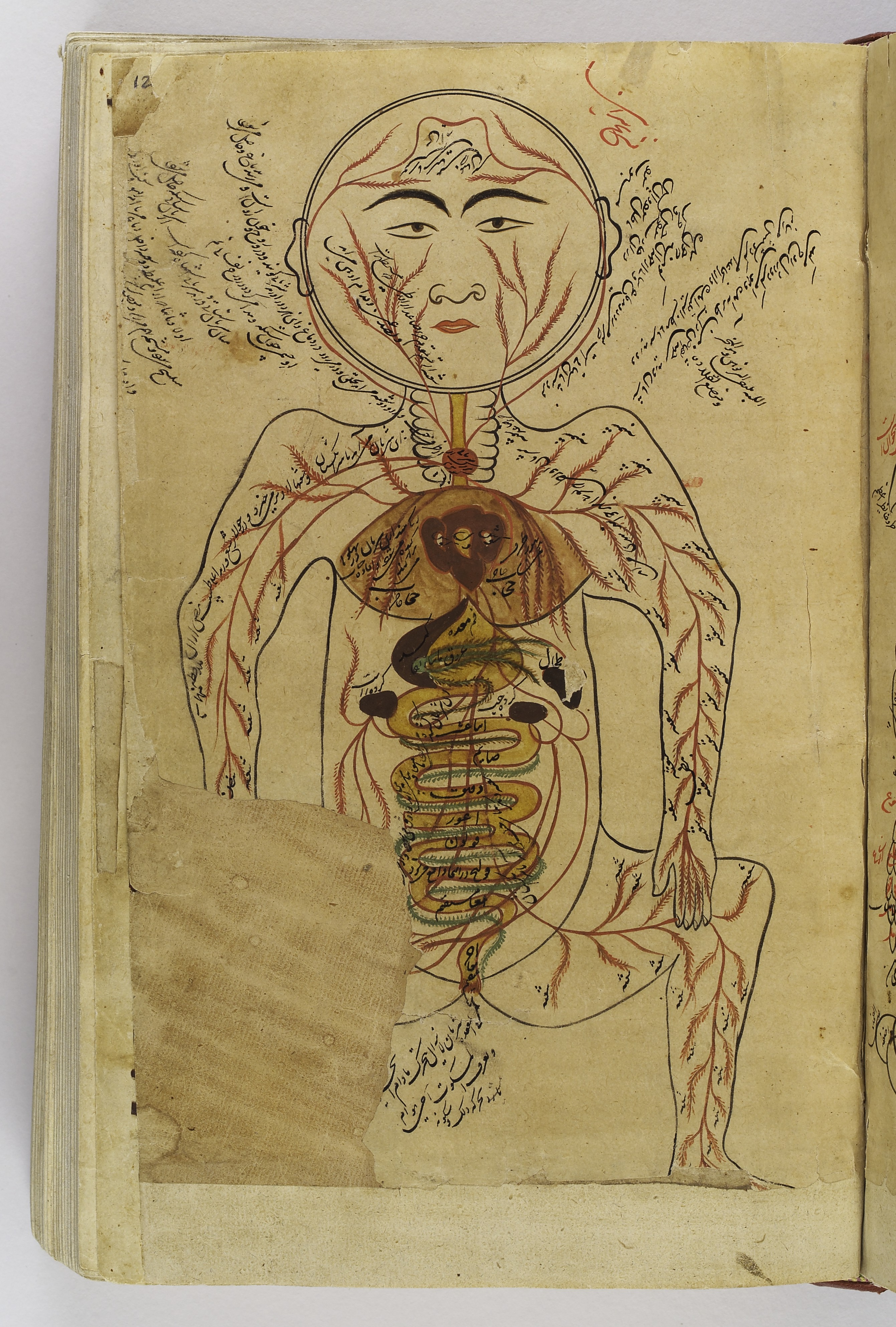
A Kánon egy illusztrációja a zsigerekről

A Kánon öt vaskos kötetből áll, 200 ív terjedelemben. Az első könyv az elméleti orvostudományt fejti ki, négy részre osztva. Az első részében az orvostudomány meghatározását adja, a másodikban a betegségekkel, azok okaival és tüneteivel, a harmadikban az egészség megőrzésével, a negyedikben pedig a kezelési és gyógyítási módokkal foglalkozik. Az egészség és betegség okait, a betegségek tüneteit Ibn Szína korának uralkodó nézete, a humor-elmélet alapján vizsgálja, e szerint a tanítás szerint az emberben négyféle nedv lehet, s ennek megfelelően négyféle lehet az ember vérmérséklete. Részletesen kitér a pulzus állapotára, a vizelet küllemére, színére, illatára és ízére. Kifejti a táplálkozásról és az egészséges életmódról vallott nézeteit.
A második könyvben az "egyszerű" orvosságokat írja le, és összegezi tanait az orvosságokról, azok természetéről és kipróbálásáról. Alfabetikus sorrendben 811 növényi, állati és ásványi eredetű gyógyszert vizsgál, bemutatja hatásmechanizmusukat, alkalmazási módjukat, gyűjtési és tárolási szabályaikat. Leírja azokat a szereket, amelyeket kozmetikai célokra, "fekélyek és kiütések" ellen, sebekre és daganatokra, ízületi megbetegedésekre, légzőszervi és szembetegségekre vagy láz ellen lehet használni.
A legterjedelmesebb a harmadik könyv, amelyben a részletes patológia és terápia kérdéseivel foglalkozik, egyes betegségek és kezelési módjuk leírását adja. Külön vizsgálja a fej, a fül, az orr, a szem, a torok betegségeit, majd a továbbiakban szervenként halad a fejtől a lábig. Leírja a mellhártya- és tüdőgyulladást, a hascsikarást (kólikát) és a véres székelést, tanácsokat ad szülő nők ellátására.
Valamennyi fejezetet anatómiai és topográfiai összefoglalás vezet be.
A negyedik könyv a sebészetről (ficamok és törések kezeléséről) és a láz elméletéről (a betegségek kríziseiről) szól. Itt beszél a daganatokról, a flegmonéról, azaz a bőr alatti kötőszövet gennyes gyulladásáról, tályogokról, orbáncról, szervelhalásokról, ödémákról, skrofulózisokról, zúzódásokról, valamint a fertőző betegségekről: himlőről, kanyaróról, bélpoklosságról és pestisről. Összefoglalja a méregismeret alapjait.
Az ötödik könyvben a „bonyolult” gyógyszereket, mérgeket és ellenmérgeket írja le. Ibn Szína farmaciája és farmakológiája igen jelentős kísérlet a sok-sok anyag rendszerezésére, klinikai megfigyelésekkel való alátámasztására. A Kánonban ajánlott gyógyszerek igen változatosak, közülük több a tudományos szempontok alapján készült gyógyszerkönyvekbe is bekerült később.

## A Kánon utóélete
A Kánon első latin fordítása még  a XII. században történt Barbarossa Frigyes megrendelésére. Az orvosi egyetemeken hosszú évszázadokig használták tankönyvnek. A könyvnyomtatás megjelenésével a Kánon népszerűsége tovább nőtt, kiadásainak a száma a Bibliáéval vetekedett. A teljes Kánont negyvenszer adták ki, kivonatos kiadásainak pedig se szeri se száma.